# Еохайд (кратер)
Кратер Еохайд (англ. Craters Eochaid) — метеоритний кратер на Європі, супутнику Юпітера.

## Характеристики
Утворився на місці падіння на поверхню супутника Європа космічного метеорита, якого притягнув у свою орбіту масивний Юпітер. Внаслідок чого сформувався ударний кратер з діаметром 10,6 кілометра. Центр кратера розташовано за координатами 50.48° пд. ш., та 233,33° зх. д.
Вперше про льодовий кратер довідалися у 2006 році, після дослідження поверхні супутника телескопами з Землі. Названий на честь верховного короля Ірландії Еохайда, в кельтської міфології.